# Viljem Belovič
Viljem Belovič, slovenski carinik, * ?.
Med letoma 1994 in 2007 je bil namestnik generalnega direktorja  Carinske uprave Republike Slovenije.
V carinski službi je sicer deloval 38 let. Leta 1994 je postal namestnik generalnega direktorja Carinske uprave Republike Slovenije Franca Koširja, ob katerem je delal do 1. aprila 2007, ko ga je na tem mestu nasledil Stanislav Mikuž.

## Odlikovanja in nagrade
Leta 1997 je prejel častni znak svobode Republike Slovenije z naslednjo utemeljitvijo: »za zasluge pri pripravah na osamosvojitev slovenske carinske službe ter za prispevek pri njeni organiziranosti in delovanju v novi državi Republiki Sloveniji«.